# Gross Fiescherhorn
El Gross Fiescherhorn o Grosses Fiescherhorn és una muntanya de 4.049 metres que es troba a entre els cantons de Berna i el Valais a Suïssa, a la serralada dels Alps Bernesos.
Prop seu s'hi troba el cim del Hinter Fiescherhorn (4.025 m.). Des de la cara nord ambdós resten amagats darrere altres muntanyes i només es poden veure des de la població de Grindelwald (1.034 m.).